# Маніту (Оклахома)
Маніту (англ. Manitou) — місто (англ. town) в США, в окрузі Тіллман штату Оклахома. Населення — 171 особа (2020).

## Географія
Маніту розташований за координатами 34°30′26″ пн. ш. 98°58′51″ зх. д. / 34.50722° пн. ш. 98.98083° зх. д. (34.507113, -98.980911).  За даними Бюро перепису населення США в 2010 році місто мало площу 0,86 км², уся площа — суходіл.

## Демографія
Згідно з переписом 2010 року, у місті мешкала 181 особа в 70 домогосподарствах у складі 52 родин. Густота населення становила 211 особа/км².  Було 91 помешкання (106/км²).
Расовий склад населення:
| - 78,5 % — білих - 6,1 % — корінних американців - 6,6 % — осіб інших рас |

До двох чи більше рас належало 8,8 %. Частка іспаномовних становила 13,8 % від усіх жителів.
За віковим діапазоном населення розподілялося таким чином: 20,4 % — особи молодші 18 років, 61,4 % — особи у віці 18—64 років, 18,2 % — особи у віці 65 років та старші. Медіана віку мешканця становила 42,5 року. На 100 осіб жіночої статі у місті припадало 101,1 чоловіків;  на 100 жінок у віці від 18 років та старших — 108,7 чоловіків також старших 18 років.
Середній дохід на одне домашнє господарство  становив 28 625 доларів США (медіана — 24 250), а середній дохід на одну сім'ю — 29 893 долари (медіана — 23 750). За межею бідності перебувало 48,6 % осіб, у тому числі 53,8 % дітей у віці до 18 років та 10,0 % осіб у віці 65 років та старших.
Цивільне працевлаштоване населення становило 38 осіб. Основні галузі зайнятості: публічна адміністрація — 21,1 %, виробництво — 21,1 %, освіта, охорона здоров'я та соціальна допомога — 18,4 %, будівництво — 18,4 %.